# ブドウの房を持つ聖母
『ブドウの房を持つ聖母』(ブドウのふさをもつせいぼ、仏: La Vierge à la grappe、英: The Virgin of the Grapes) は、17世紀フランスの画家ピエール・ミニャールが1655–1657年ごろ、キャンバス上に油彩で制作した絵画である。同主題で描かれた4点のヴァージョンのうちの1点で、画家のヴェネツィア滞在後に描かれた。1695年以前にフランス王ルイ14世のコレクションに入り、1793年のパリのルーヴル美術館の開館時以来、同美術館に展示されている。

## 作品
ミニャールは22年間もの長い間ローマで制作した後、45歳であった1657年ごろにフランスに帰った。彼は主席宮廷画家シャルル・ルブランの競争相手として激烈な権力争いを展開したが、ル・ブランの没落によって美術界の中心人物となった。ル・ブランが壮大で力強い作風であるのに対し、ミニャールの画風は軽快で優美な点に特徴があり、特に婦人や子供の肖像画に優れたものがある。
ミニャールはローマ滞在時にはプッサンやアンニーバレ・カラッチに学んだといわれるが、本作の構図はラファエロに由来し、聖母マリアの優しい顔立ちもまたラファエロを想起させる。ミニャールはラファエロの熱烈な崇拝者で、晩年にいたるまでラファエロの作品を模写し続けた。本作の聖母の顔立ちにはレオナルド・ダ・ヴィンチのような陰影も認められる。非常な人気を博したミニャールの聖母子画は当時、「ミニャルド (Mignardes)」と呼ばれた。
聖母の鮮烈な赤色と青色の目立つ衣の上にクッションが置かれ、鑑賞者の方を向いた幼子イエス・キリストが座っている。彼の左手は聖母の顔にかかるヴェールを掴み、右手は聖母から差し出されたブドウの房に置かれている。ブドウというモティーフは聖母子を表す絵画にはしばしば描かれるもので、後のキリストの受難による血を象徴する。この主題は対抗宗教改革に関連するものであった。
なお、本作の別ヴァージョンの2点は、それぞれスペイン王カルロス2世、ヴァランティノワ (Valentinois) 公ジャック・フランソワ・レオノール・ド・ゴワヨン (Jacques François Léonor de Goyon,1689-1751年) のために描かれ、もう1点はミニャールの1695年の死後の目録に記載されている。本作は、ルイ14世がヴェルサイユに有していた小邸宅 (Petit Appartement) の1695年と1701年の目録に記載されている。